# Silnice II/476
Silnice II/476 je silnice II. třídy, která vede z Třince ke hraničnímu přechodu Horní Líštná / Leszna Górna. Je dlouhá 6,1 km. Prochází jedním krajem a jedním okresem. Po dokončení obchvatu Třince se prodloužila o necelých 900 metrů a tento nový úsek (s označením 476H) slouží jako přivaděč k nové I/11.

## Historie
Dnešní silnice II/476 vznikla v roce 1997 v rámci přečíslování a revize kategorizace silnic, a byla původně silnicí třetí třídy.
Do roku 1997 byla jako II/476 označována silnice Třinec - Hnojník - Horní Tošanovice, tedy spojnice mezi tehdejšími úseky silnic I/11 a I/48, zkracující cestu mezi Třincem a Frýdkem-Místkem . Tato silnice však byla tehdy povýšena na silnici první třídy a byla přeznačena na I/68.

## Vedení silnice

### Moravskoslezský kraj, okres Frýdek-Místek
- Oldřichovice (křiž. I/11)
- Staré Město (křiž. II/468, III/4682, peáž s II/468)
- Dolní Líštná
- Horní Líštná